# Ak Ana
Ak Ana, auch in der Schreibweise Ağ Ene oder Ak Ene ist eine aus der türkischen Mythologie und dem Tengrismus bekannte Göttin der Schöpfung. Sie ist auch als die Göttin des Wassers bekannt. Ak Ana war die Gemahlin und Tochter von Kayra.
Bei den Chanten und Mansen gibt es diese Gottheit auch.
In der türkischen Mythologie war das Wasser früher entstanden als die Erde. Deswegen sagt man, dass sie die ältere Schwester der Yer Tengri ist. In der alten türkischen Mythologie war Kayra eine reine, weiße Gans, die ständig über die endlose Wasseroberfläche fliegt. Kayra fühlte sich gestört, als Ak Ana erschien.

## Ähnliche Gottheiten
- Aka ist die anatolische Flussgöttin.[3]
- Aha ist ein Flussgott in der jakutischen Mythologie.